# Esprels
Esprels – miejscowość i gmina we Francji, w regionie Burgundia-Franche-Comté, w departamencie Górna Saona.
Według danych na rok 1990 gminę zamieszkiwało 631 osób, a gęstość zaludnienia wynosiła 43 osoby/km² (wśród 1786 gmin Franche-Comté Esprels plasuje się na 255. miejscu pod względem liczby ludności, natomiast pod względem powierzchni na miejscu 217.).